# Cynorta carapoensis
Cynorta carapoensis is een hooiwagen uit de familie Cosmetidae.